# Palifer wrightii
Palifer wrightii är en svampart som först beskrevs av Kurt Hjortstam och Leif Ryvarden, och fick sitt nu gällande namn av Hjortstam & Ryvarden 2007. Palifer wrightii ingår i släktet Palifer och familjen Schizoporaceae.   Inga underarter finns listade i Catalogue of Life.